# Derby (sport)
In de sport is een derby een wedstrijd tussen twee clubs uit dezelfde stad, regio of provincie. De oorspronkelijke uitspraak is darbi, maar in het Nederlands taalgebied wordt ook de uitspraak derbi of durbi gebruikt. Deze wedstrijden hebben een speciale naam gekregen omdat ze meestal extra beladen zijn.
Voor de duidelijkheid wordt soms gesproken van stadsderby voor wedstrijden tussen clubs uit dezelfde stad, en streekderby of regioderby bij clubs uit verschillende plaatsen, maar dezelfde streek. Het is onjuist om ook wedstrijden tussen clubs die elkaars 'eeuwige rivalen' zijn doch buiten elkaars regio liggen als een derby aan te duiden.
Ook sommige landenwedstrijden tussen naburige landen worden weleens als een derby aangeduid, zoals de 'Derby der Lage Landen' voor de wedstrijden tussen Nederland en België.
In de proloog van zijn boek De Derby haalt Menno Pot de bovenstaande Wikipedia-definitie aan. Hij meent dat het woord 'meestal' geschrapt moet worden, omdat een derby die niet beladen is ook geen derby is. Daarnaast beschouwt hij wedstrijden tussen rivalen, zoals de klassieker tussen Ajax en Feyenoord, niet als derby omdat dit niet op dezelfde stad of regio betrekking heeft. Derby's zijn juist zo beladen doordat de aanhangers van beide teams in het dagelijks leven zo dicht bij elkaar staan.

## Oorsprong van de term Derby
Op de paardenrace Epsom Derby kwamen traditioneel heel veel bezoekers af. 
In het verleden voordat er openbaar vervoer bestond waren uitsupporters bij wedstrijden redelijk bijzonder. Echter bij 2 clubs op korte geografische afstand van elkaar konden de uitsupporters wel aanwezig zijn. Journalisten beschreven dit als een drukte die vergelijkbaar was met de Epsom Derby.

## Derby's in landenwedstrijden
- Marokko – Algerije
- België – Nederland (de Derby der Lage Landen)
- Nederland – Duitsland
- Engeland – Duitsland
- Engeland – Schotland
- Engeland – Wales
- Engeland – Noord-Ierland
- Schotland – Wales
- Schotland – Noord-Ierland
- Wales – Noord-Ierland
- Ierland – Noord-Ierland
- Argentinië – Brazilië
- Tsjechië – Slowakije
- Servië – Kroatië
- Iran – Irak
- Duitsland – Polen
- Spanje – Portugal
- Griekenland – Turkije
- Rusland – Oekraïne
- Zweden – Denemarken
- Servië - Albanië

## Voetbal

### Argentinië
- Independiente - Racing
- Boca Juniors - River Plate

### België
Enkele clubs uit eenzelfde stad die soms naast elkaar in de hoogste reeksen speelden zorgen vaak voor fel bevochten derby's, zoals:
- Cercle Brugge – Club Brugge (de Brugse stadsderby)
- KV Mechelen – Racing Mechelen (de Mechelse stadsderby)
- Antwerp FC – Beerschot (de Antwerpse stadsderby)
- Club Luik – Standard Luik (de Luikse stadsderby)
- KRC Genk – Sint-Truidense VV (de Limburgse derby (België))
- Club Brugge – KAA Gent (de Slag om Vlaanderen)
- Union Sint-Gillis - RSC Anderlecht
- SK Beveren - KSC Lokeren-Temse (Waasland derby)

In het verleden waren er nog verschillende andere populaire derby's, maar door degradaties, schrappingen of fusies van sommige clubs verwaterden er vele:
- Sporting Charleroi – Olympic Club Charleroi
- Lyra – Lierse
- AA Gent – KRC Gent-Zeehaven (de Gentse stadsderby)
- KFC Winterslag – Waterschei SV Thor
- De talrijke Brusselse clubs speelden vaak tegen elkaar, met wisselende populariteit: Racing Club de Bruxelles, Daring Club de Bruxelles, later werd dit RWDM, ten slotte FC Brussels. De wedstrijden tussen Union Saint-Gilloise en RWDM staan heden ten dage te boek als de Zwanzederby.

Sommige duels tussen streekgenoten, zoals AA Gent – Lokeren, KSK Beveren – Lokeren (de Derby van het Waasland), Kortrijk – Zulte Waregem (de Vlasico) of Lierse – KV Mechelen zijn eveneens typische derby's. De wedstrijd Standard Luik – Sporting Charleroi staat bekend als de 'Waalse derby', hoewel de steden Luik en Charleroi niet in de streek liggen: de onderlinge afstand is meer dan 80 km, tegen minder dan 50 km voor de afstand Charleroi – Brussel. Luik en Charleroi zijn wel de belangrijkste steden van het Waals Gewest. Bovendien heerst er sterke rivaliteit tussen de supporters van beide clubs.

### Brazilië
De derby's met de grootste aanhang vindt men in Rio de Janeiro. Bij beide wedstrijden is de populairste club van Brazilië betrokken, Flamengo. In de stad vindt men verder nog de vierde club Botafogo FR.
Twee bekende derby's in Rio de Janeiro:
- CR Flamengo - Fluminense FC : Bekend als de Fla-Flu
- CR Flamengo - CR Vasco da Gama : Bekend als de Clássico dos Milhões

### Duitsland
- 1.FC Nürnberg - SpVgg Greuther Fürth (Frankenderby)
- Bayern München - TSV 1860 München (Münchener Stadtderby)
- FC Schalke 04 - Borussia Dortmund (Revierderby of Ruhrpottderby, heeft betrekking op het Ruhrgebied, dat in de omgangstaal ook wel Revier of Ruhrpott wordt genoemd)
- Werder Bremen - HSV (Nordderby, tussen de twee belangrijkste clubs uit Noord-Duitsland. Bremen en Hamburg zijn bovendien allebei stadstaten en Hanzesteden)
- FC St. Pauli - HSV (Hamburger Stadtderby)
- 1. FC Union Berlin - BFC Dynamo Berlin (vooral ten tijde van de DDR)
- 1. FC Union Berlin - Hertha BSC Berlin
- Eintracht Braunschweig - Hannover 96 (Niedersachsenderby, vooral in de jaren 60 en 70)
- Bayern München - FC Augsburg
- Bayern München - 1. FC Nürnberg
- VFL Wolfsburg - Hannover 96 (Niedersachsenderby, vooral vanaf de jaren 90)
- Bayer Leverkusen - 1. FC Köln
- Bayern München - FC Ingolstadt 04
- Eintracht Frankfurt - FSV Mainz 05
- VfB Stuttgart - 1899 Hoffenheim
- SV Darmstadt 98 - Eintracht Frankfurt (Hessenderby)
- Bayern München - VfB Stuttgart (ondanks de relatief grote afstand tussen beide steden vaak de Südderby genoemd)
- FC Augsburg - FC Ingolstadt 04
- 1. FC Köln - Borussia Mönchengladbach
- Arminia Bielefeld - Preußen Münster (een van de bekendste derby's op de lagere Duitse professionele niveaus)

Er zijn ook andere bekende stadsderbys zoals 1. FC Köln - Fortuna Köln in Keulen, VfB Stuttgart - Stuttgarter Kickers in Stuttgart of Bayern München - SpVgg Unterhaching in München. Zij vinden echter door degradaties van een van de clubs tegenwoordig niet meer plaats. Onder de naam Ostderby spelen clubs uit de voormalige DDR tegen elkaar, bijvoorbeeld Dynamo Dresden - 1. FC Magdeburg in de 3. Liga of Hansa Rostock - Energie Cottbus in het decennium na 2000.

### Egypte
- Al-Ahly - Al-Zamalek. Bij deze zeer heftig beladen derby tussen de twee Caïreense clubs wordt een buitenlandse scheidsrechter ingevlogen om de wedstrijd in goede banen te leiden.

### Engeland
In Engeland zijn er veel clubs in Londen, waardoor dit niet tot een echte derby gerekend kan worden.
- Liverpool - Manchester United (North West-derby)
- Arsenal - Tottenham Hotspur (the North London Derby)
- Chelsea - Fulham (the West London derby)
- Chelsea - Arsenal of Tottenham Hotspur (the North West London derby)
- Manchester United - Manchester City (Manchester derby)
- Liverpool - Manchester City (M6 Derby)
- Liverpool - Everton (the Merseyside-derby)
- Aston Villa - Birmingham City (Second City derby)
- Bristol Rovers - Bristol City (Bristol derby)
- Sheffield United - Sheffield Wednesday (Steel City derby)
- Nottingham Forest - Derby County (East Midlands Derby)
- Newcastle United - Sunderland (the Tyne & Wear derby)
- West Ham United - Millwall (South London vs. East London Derby)
- Ipswich Town - Norwich City (East Anglia Derby)
- Blackburn Rovers - Burnley (East Lancashire Derby)

### Schotland
- Rangers - Celtic (the Old Firm)
- Heart of Midlothian - Hibernian (Edinburgh derby)

### Italië
- Derby della Madonnina, Milaan, tussen Internazionale en AC Milan;
- Derby della Mole, Turijn, tussen Juventus en Torino;
- Derby della Capitale, Rome, tussen AS Roma en SS Lazio;
- Derby d'Italia, Noord-West Italië, tussen Juventus en Internazionale
- Derby della Lanterna, Genua, tussen Sampdoria en Genoa;
- Derby della Scala, Verona, tussen Chievo Verona en Hellas Verona (in 2001–2002 beide in Serie A, en opnieuw vanaf het seizoen 2013–2014).

Daarnaast zijn er de derby van Sicilië (Palermo en Catania), de derby van Toscane (Fiorentina en Siena) en de derby van Apulia (Bari en Lecce).

### Marokko
- Raja Casablanca - Wydad Casablanca , beter bekend als 'Al Derby'. Een van de grootste wedstrijden in het Afrikaanse en Arabische clubvoetbal.
- RS Berkane - MCO Oujda , bekend als ‘Derby de Oriental’

### Nederland
Hieronder een lijst met huidige derby's in het betaald voetbal.
- Brabantse derby – NAC Breda en Willem II
- Derby van het Noorden – FC Groningen en sc Heerenveen
- Friese derby – SC Cambuur en sc Heerenveen
- Gelderse derby – Vitesse en N.E.C.
- Hondsrugderby – FC Emmen en FC Groningen
- IJsselderby – Go Ahead Eagles en PEC Zwolle
- Kleine Gelderse derby – De Graafschap en N.E.C., Vitesse
- Lichtstadderby – FC Eindhoven, (Jong) PSV
- Markermeerderby – Almere City en FC Volendam
- Mijnstreekderby – Fortuna Sittard en Roda JC Kerkrade
- Noord-Hollandse derby – Ajax en AZ
- Noord-Kennemerlandse derby - AZ en Telstar
- Limburgse derby (Nederland) - Fortuna Sittard, MVV Maastricht, Roda JC Kerkrade en VVV-Venlo
- Oost-Brabantse streekderby – Den Bosch en TOP Oss
- Overijsselse derby – PEC Zwolle Vrouwen en FC Twente Vrouwen
- Rijnmondderby – FC Dordrecht, Excelsior, Feyenoord en Sparta Rotterdam
- Rotterdamse derby – Excelsior, Feyenoord en Sparta Rotterdam
- Twentse derby – Heracles Almelo en FC Twente
- Vissersderby – Telstar en FC Volendam
- Zuid-Hollandse derby – ADO Den Haag en Feyenoord

Hieronder een lijst met voormalige derby's in het betaald voetbal.
- Amsterdamse derby – Ajax, BVC Amsterdam, FC Amsterdam, Blauw-Wit, DWS en De Volewijckers
- Bossche derby – BVV/FC Den Bosch en Wilhelmina
- Bredase derby – Baronie en NAC Breda
- Dordtse derby – D.F.C., EBOH en Emma
- Enschedese derby – Enschedese Boys, Sportclub Enschede en Rigtersbleek
- Groningse derby – Be Quick, GVAV/FC Groningen, Oosterparkers, SC Veendam en Velocitas
- Haagse derby – ADO en Holland Sport/SHS
- Haarlemse derby – EDO en HFC Haarlem
- Helmondse derby – Helmondia en HVV Helmond
- Hilversumse derby – Hilversum en 't Gooi
- Kennemerlandse derby – HFC Haarlem en Telstar
- Kerkraadse derby – Bleijerheide, Juliana, Rapid JC en Roda Sport
- Lichtstadderby – FC Eindhoven, PSV en Brabantia
- Oostelijke Mijnstreekderby – Limburgia en Rapid JC/RodaJC/Roda Sport
- Rijnmondderby – FC Dordrecht, Excelsior, Feyenoord, Hermes DVS, Fortuna Vlaardingen, Sparta Rotterdam, SVV en Xerxes
- Rotterdamse derby – Excelsior, Feyenoord, Sparta Rotterdam en Xerxes
- Schiedamse derby – Hermes DVS en SVV
- Stedendriehoekderby – AGOVV en Go Ahead Eagles
- Tilburgse derby – LONGA, NOAD en Willem II
- Velsense derby – Stormvogels en VSV
- Utrechtse derby – DOS, Elinkwijk en Velox
- Westelijke Mijnstreekderby – Fortuna '54 en Sittardia
- Zaanse derby – KFC/FC Zaanstreek en ZFC
- Zwolse derby – PEC Zwolle en Zwolsche Boys

Voormalige derby's van voor de intrede van betaald voetbal.
- Deventer derby – UD en Go Ahead

Hieronder een lijst met derby's in het amateurvoetbal.
- Derby van Spakenburg – IJsselmeervogels en Spakenburg
- Katwijkse derby – K.v.v. Quick Boys en VV Katwijk
- Veenendaalse derby – VV DOVO en GVVV
- Groesbeekse derby – Achilles'29 en De Treffers
- Derby van Beekdaelen – SV Hulsberg en VV Schimmert
- Kanaalderby – SV Someren en NWC (voetbalclub)
- Liemerse derby - DVC '26, DSC, SV Concordia-Wehl en SV Babberich

Hieronder een lijst met voormalige derby's in het amateurvoetbal.
- Betuwse derby – FC Lienden en SV TEC

### Portugal
- Sporting Lissabon - SL Benfica
- FC Porto - Boavista FC
- De derby van Minho Province Vitoria Guimaraes - Sporting Braga

### Servië
- FK Partizan Belgrado - Rode Ster Belgrado

### Spanje
De bekendste en meest klassieke kraker van Spanje is El Clásico, of superclásico, tussen FC Barcelona en Real Madrid.
Spanje kent een viertal stadsderby's:
- El derby madrileño, tussen Atlético Madrid en Real Madrid, de twee grootste teams uit Madrid, waarbij Atlético het imago heeft van de socialistische arbeidersclub, en Real de koninklijke is, het team van het rechtse establishment (inclusief destijds het regime van Franco.
- El derby barceloní, tussen FC Barcelona en Espanyol, waarbij de Barcelona-aanhang zichzelf als meer Catalaans ziet dan Espanyol.
- De derby van Valencia, tussen het grote Valencia CF en het kleinere Levante.
- De derby van Sevilla, tussen Sevilla FC en Real Betis.

Daarnaast zijn er verschillende regionale derby's:
- De derby van Baskenland, tussen Athletic Bilbao en Real Sociedad. In parallel met de Catalaanse derby gaat het hier eveneens over de vraag welke van de teams het meest Baskisch is.
- De derby van Galicië, tussen Celta de Vigo en Deportivo La Coruña.
- De derby van Asturië, tussen Sporting Gijón en Real Oviedo.
- De derby van de Canarische Eilanden, tussen UD Las Palmas en CD Tenerife.

### Tsjechië
Sparta Praag en Slavia Praag is de belangrijkste Praagse derby. Maar ook wedstrijden tegen FC Bohemians 1905 Praag en FK Viktoria Žižkov zijn beladen.

### Turkije
Een van de bekendste Turkse derby's is die tussen Fenerbahçe en Galatasaray. Naast deze derby kent Istanboel nog een derde grote voetbalclub: Besiktas JK.
- Fenerbahçe - Galatasaray
- Galatasaray - Beşiktaş
- Beşiktaş - Fenerbahçe